# Học viện Chính trị Công an nhân dân (Việt Nam)
Học viện chính trị Công an nhân dân là cơ sở giáo dục đào tạo bậc đại học và trên đại học trực thuộc Bộ Công An  có chức năng đào tạo trình độ và bồi dưỡng phẩm chất cán bộ  cán bộ có trình độ đại học, sau đại học, cán bộ lãnh đạo, chỉ huy của lực lượng tham mưu, xây dựng lực lượng CAND; đào tạo, bồi dưỡng lý luận chính trị cho cán bộ Công an; đào tạo, bồi dưỡng các hệ chức danh lãnh đạo, chỉ huy khác và hợp tác quốc tế về giáo dục, đào tạo theo kế hoạch của Bộ Công an; là trung tâm nghiên cứu khoa học của lực lượng CAND

## Lịch sử hình thành
Ngày 29/10/1971, Bộ trưởng Bộ Công an Trần Quốc Hoàn ban hành Quyết định số 1250/QĐ-CA thành lập Trường Đào tạo cán bộ An ninh miền Nam đóng tại thôn Tĩnh Luyện, xã Đồng Tĩnh, huyện Tam Dương, tỉnh Vĩnh Phúc. Hồi đó, đồng chí Thứ trưởng Trần Quyết là Hiệu trưởng danh dự của trường. Trong cuộc kháng chiến chống Mỹ, cứu nước, trường đã đào tạo, bồi dưỡng và tiễn 2.580 học viên lên đường vào miền Nam Việt Nam chiến đấu. Nhiều học viên học tập, rèn luyện trở về miền Nam chiến đấu, công tác và đã trưởng thành, có đồng chí là Anh hùng LLVTND như chị Nguyễn Thị Minh Hiền, học viên lớp E52; đồng chí Ksor Phước, học viên lớp E52, nay là Ủy viên Trung ương Đảng, Chủ tịch Hội đồng Dân tộc của Quốc hội; đồng chí Trương Hòa Bình, Bí thư Trung ương Đảng, Chánh án TAND tối cao...
Sau khi miền  hoàn toàn giải phóng, Trường E1171 tiếp tục đào tạo các lớp trực tiếp phục vụ cho nhiệm vụ cấp bách của các tỉnh phía  như bảo vệ chính trị, cơ yếu, sưu tập. Ngày 28/9/1978, Bộ Nội vụ (nay là Bộ Công an) ra Quyết định số 161/QĐ-BNV chuyển Trường Đào tạo cán bộ An ninh miền Nam thành Trường Hậu cần CAND. Ngày 21/11/1988, Trường Hậu cần CAND chuyển từ Vĩnh Phúc về Đông Ngạc, Từ Liêm, Hà Nội, tạo ra một cơ hội mới cho sự phát triển toàn diện của trường. Nhiều đồng chí học viên của Trường đã trưởng thành là cán bộ lãnh đạo của nhiều Vụ, Cục ở Bộ và địa phương, có đồng chí là Anh hùng lực lượng vũ trang như liệt sĩ Đặng Văn Khoan, học viên lớp ĐT1. Đến tháng 1/1996, Bộ Nội vụ quyết định đổi tên Trường Hậu cần CAND thành Trường Bồi dưỡng nghiệp vụ CAND. Trường có nhiệm vụ bồi dưỡng chức danh, bồi dưỡng chuyên đề, bồi dưỡng và tập huấn các chuyên ngành nghiệp vụ trong toàn lực lượng CAND. Trường đã coi trọng xây dựng đội ngũ giáo viên kiêm nhiệm trong ngành và ngoài ngành...
Học viện Chính trị Công an nhân dân được thành lập trên cơ sở Trường Bồi dưỡng nghiệp vụ Công an (T41). (Trường Bồi dưỡng nghiệp vụ Công an nguyên là Trường Đào tạo cán bộ An ninh miền Nam E1171 và Trường Hậu cần Công an nhân dân) Ngày 1/3/2014, Thủ tướng Chính phủ có Quyết định số 315/QĐ-TTg về việc thành lập Học viện Chính trị CAND.

## Lãnh đạo hiện nay
Giám đốcTrung tướng, PGS, TS Phan Xuân Tuy
Phó Giám đốc
- Thiếu tướng TS. Nguyễn Như Lôi
- Đại tá TS. Tống Văn Khuông
- Đại tá TS. Nguyễn Văn Tuấn

## Tổ chức

### Các phòng, ban chức năng:
- Văn phòng Học viện
- Phòng Chính trị
- Phòng Quản lý đào tạo và bồi dưỡng nâng cao
- Phòng Khảo thí và đảm bảo chất lượng đào tạo
- Phòng Quản lý nghiên cứu khoa học
- Phòng Quản lý học viên
- Phòng Hậu cần
- Viện Khoa học chính trị Công an nhân dân
- Trung tâm Lưu trữ và thư viện

### Các khoa chuyên môn:
- Khoa Triết học và chủ nghĩa xã hội khoa học
- Khoa Kinh tế chính trị
- Khoa Lịch sử Đảng Cộng sản Việt Nam và tư tưởng Hồ Chí Minh
- Khoa Luật
- Khoa Nghiệp vụ cơ bản
- Khoa Xây dựng Đảng và chính quyền Nhà nước
- Khoa Khoa học xã hội và nhân văn - Tâm lý
- Khoa Ngoại ngữ - Tin học
- Khoa Quân sự - Võ thuật - Thể dục thể thao

## Giám đốc qua các thời kỳ
- Thiếu tướng Trương Giang Long (4/2014—10/2017)
- Trung tướng Trần Vi Dân (10/2017—05/2022)
- Trung tướng Phan Xuân Tuy (06/2022—nay)